# Jan Zoetelief
Jan Zoetelief (Sittard, 14 november 1956) is een Nederlands politicus. Hij was van november 2016 tot mei 2018 wethouder van Nijmegen namens de Verenigde Senioren Partij en was van juni 2017 tot mei 2018 landelijk voorzitter van  50PLUS.

## Biografie
Na het atheneum B studeerde Zoetelief van 1975 tot 1982 fysische geografie aan de Universiteit Utrecht. Vervolgens werkte hij als docent aardrijkskunde, ambtenaar op het ministerie van Landbouw, Visserij en Voedselvoorziening (1983-1990) en als manager en directeur in de adviessector waar hij zich vooral bezighield met re-integratie, outplacement en arbeidsparticipatie.
In 2016 werd Zoetelief wethouder van Nijmegen, nadat binnen de linkse coalitie een breuk was ontstaan, en de ouderenpartij VSP zou toetreden tot de coalitie om de PvdA te vervangen. Zoetelief was eerder ook politiek actief voor de PvdA. Hij werd verantwoordelijk voor de portefeuille werk, inkomen, economie en toerisme. Hij was in 2016 zonder succes kandidaat voor het voorzitterschap van 50PLUS. Hij moest het afleggen tegen Jan Nagel. In juni 2017, toen Nagel zijn voorzitterschap moest neerleggen vanwege zijn Eerste Kamerlidmaatschap, was Zoetelief de voorkeurskandidaat van het hoofdbestuur, waar hij al lid van was, en werd hij ook verkozen. Op 21 mei 2018, kort voor de jaarlijkse ledenvergadering van 26 mei, stapten diverse bestuursleden op uit onvrede met de werkwijze van het bestuur, waarna Zoetelief zelf ook zijn conclusies trok. In oktober 2020 stapte hij uit ongenoegen over de verkiezing van Liane den Haan tot lijsttrekker van 50PLUS bij de komende verkiezingen uit de partij.

## Voetnoten en referenties
1. 1 2  NOS, Bijna hele hoofdbestuur van 50Plus stapt op (15 mei 2018). Gearchiveerd op 15 mei 2018. Geraadpleegd op 15 mei 2018.
2. 1 2  Jan Zoetelief, LinkedIn profiel Jan Zoetelief. LinkedIn. Geraadpleegd op 17 juni 2017.
3. ↑  Gemeente Nijmegen, Wethouder J. Zoetelief (Verenigde Senioren Partij). www2.nijmegen.nl. Geraadpleegd op 15 mei 2018. [dode link]
4. 1 2  (en) N1, Jan Zoetelief (VSP) nieuwe Nijmeegse wethouder. www.n1.nl. Geraadpleegd op 17 juni 2017.
5. ↑  De Gelderlander, Coalitie Nijmegen verder zonder PvdA, Jan Zoetelief nieuwe wethouder. www.gelderlander.nl. Gearchiveerd op 15 mei 2018. Geraadpleegd op 17 juni 2017.
6. 1 2  NOS, Zoetelief nieuwe voorzitter 50PLUS. Geraadpleegd op 17 juni 2017.
7. ↑  (en) N1, Jan Zoetelief (VSP) nieuwe wethouder werk, inkomen en economie. www.n1.nl. Geraadpleegd op 17 juni 2017.
8. ↑  Gemeente Nijmegen, Wethouder Zoetelief - Wethouder J. Zoetelief (Jan). Geraadpleegd op 17 juni 2017.
9. ↑  Hanneke Keultjes, Jan Zoetelief: 50Plus borrelt en bloeit. AD (5 juni 2017). Geraadpleegd op 17 juni 2017.
10. ↑  50PLUS, Jan Zoetelief beschikbaar als nieuwe partijvoorzitter. 50pluspartij.nl. Gearchiveerd op 15 mei 2018. Geraadpleegd op 17 juni 2017.
11. ↑  50Plus-prominenten verlaten partij na uitverkiezing Liane den Haan. De Volkskrant, 5 oktober 2020. Gearchiveerd op 13 juni 2023.